# Alexander L. Kielland (oljeborrplattform)

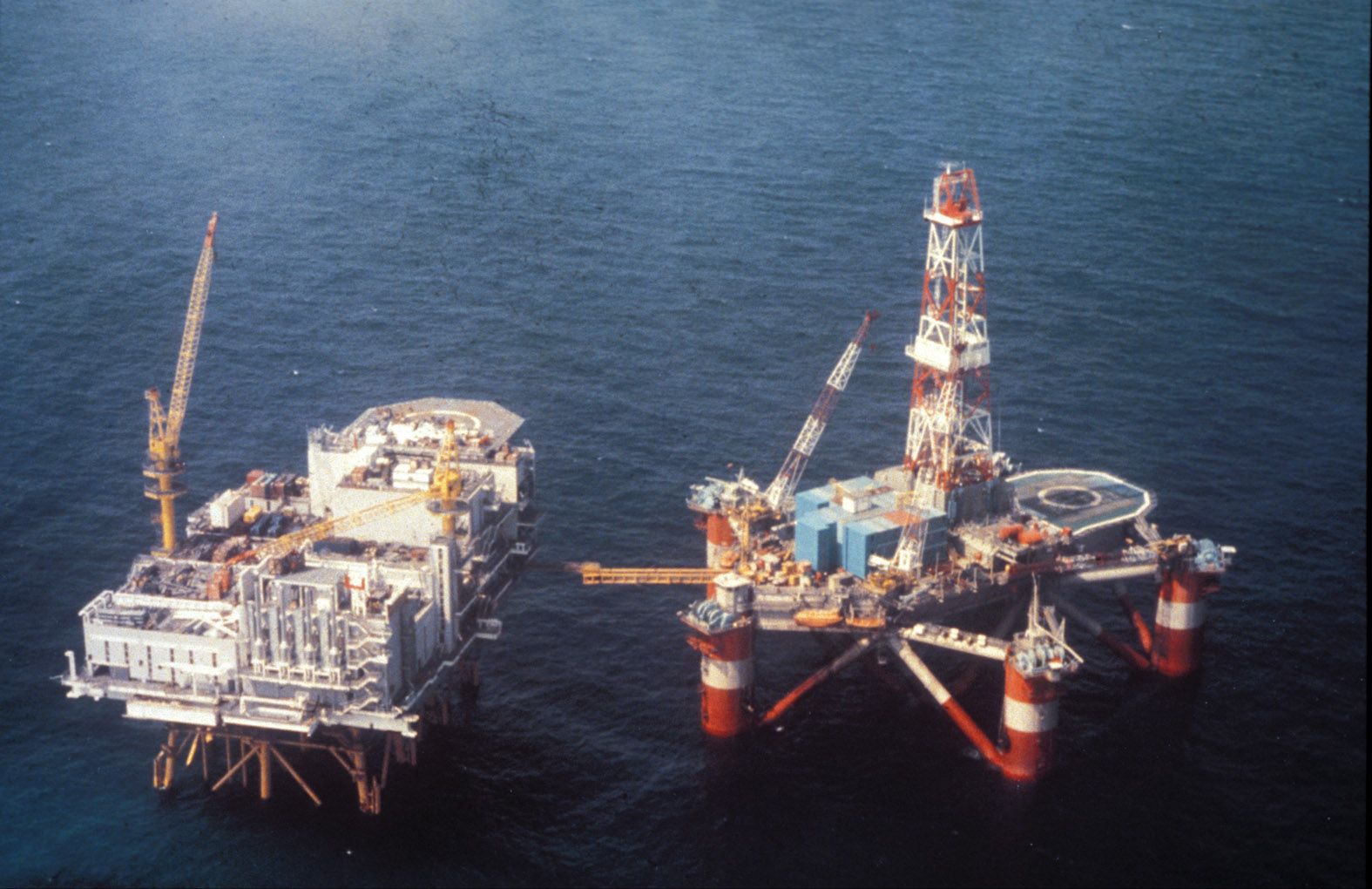
Den flytande bostadsplattformen Alexander L. Kielland till höger, och den bottenfasta produktionsplattformen Edda 2/7C till vänster.

Alexander L. Kielland var en norsk oljeplattform stationerad i Ekofiskfältet i Nordsjön, som under en storm den 27 mars 1980 slog runt, varvid 123 människor omkom.

## Historik
Plattformen var en flytande, flyttbar rigg konstruerad för oljeprospektering, och ägdes av det amerikanska företaget Phillips Petroleum. Den var döpt efter den norske författaren Alexander Lange Kielland.

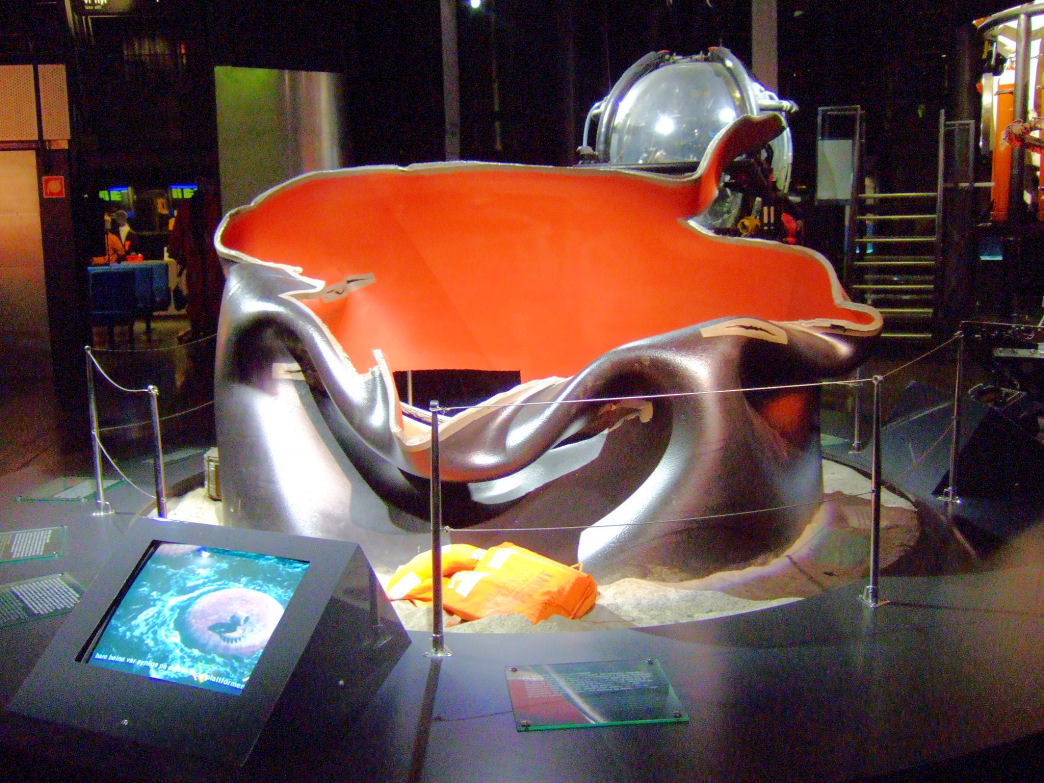
En del av det stag som brast.

Riggen levererades 1976 men kom aldrig att användas för oljeprospektering utan användes istället som bostadsplattform. Från och med sommaren 1979 användas den som bostadsplattform för den närliggande bottenfasta produktionsplattformen Edda 2/7C.
Den 27 mars 1980 var en dag med mycket dåligt väder, med vind av stormstyrka och upp till orkan i byarna. Våghöjden var cirka 8 till 10 meter, men den flytande plattformen var byggd för att klara våghöjder upp till 30 meter. På kvällen var merparten av de 212 ombordvarande lediga efter dagens arbete, och många befann sig i plattformens biograf. Klockan 18:30 brast ett av de stag som säkrade ett av  plattformens fem ponton-ben varvid plattformen förlorade sin stabilitet och började kapsejsa.

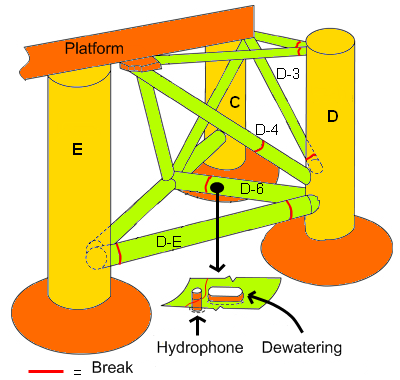
Tre av plattformens fem pontonben med sina stabiliserande stag, samt det stag som brast på grund av defekter från tillverkningen.

7 av 8 ankarkättingar brast omedelbart, medan den enda kvarvarande kättingen inledningsvis höll emot den instabila plattformen och begränsade dess kapsejsning till en slagsida på cirka 40 grader. Plattformen blev mörklagd och de ombordvarande tog sig ut på däck, men i den svåra slagsidan kunde endast en av plattformens sju stycken 50-mans livbåtar sjösättas. Efter drygt 20 minuter, klockan 18:53, så brast den sista ankarkättingen varvid plattformen omedelbart kantrade och blev liggande i havet flytande upp och ner.
Orsaken till haveriet visade sig senare vara sprickor i ett av de stabiliserande stagen som troligen uppstått redan då plattformen tillverkades. 
Vid olyckan räddades 89 människor medan 123 omkom. Av de 123 omkomna återfanns 87 medan 36 saknades. Efter vändningen 1983 fann man ytterligare 6 av de 36 saknade.

### Efterspel
Efter olyckan låg plattformen kvar flytande i havet i upp-och-ner-vänt läge, med bostadsdelarna liggande så långt under havsytan på ett så stort djup att dykinsatser för att söka efter kvarlevor eller söka efter ledtrådar till haveriet var i stort sett omöjliga.
Efter en omfattande debatt bestämdes att plattformen skulle vändas på rätt köl för att i möjligaste mån kunna bärga kvarlevor efter de omkomna, samt möjliggöra inspektionsinsatser i haveriutredningen. Ett första vändningsförsök 1980 fick avbrytas, varefter vändningen efter omfattande förberedelser slutligen genomfördes hösten 1983. Plattformen kunde då undersökas på olika sätt, och ytterligare 6 kroppar av de 36 saknade återfanns. 
Kostnaden för vändningsoperationen angavs till 250 MNOK, och kunde inte påvisa något som ifrågasatte den rådande uppfattningen om orsakerna till katastrofen. En intensiv debatt pågick in i det sista om plattformen efter vändningen skulle huggas upp eller sänkas, där bland annat statsminister Kåre Willoch hotade med sin avgång om inte sänkningen genomfördes. Plattformen sänktes den 18 november 1983 i Nedstrandsfjorden, där den ligger på 700 meters djup.